# HMS Tyne (P281)
Pour les autres navires du même nom, voir HMS Tyne.
Le HMS Tyne (pennant number : P281) est un patrouilleur hauturier, navire de tête de la classe River, construit par Vosper Thornycroft à Southampton pour la Royal Navy afin de servir d’unité de protection des pêches dans les eaux du Royaume-Uni avec ses deux sister-ships Mersey et Severn. Tous les trois ont été mis en service en 2003 pour remplacer les cinq anciens patrouilleurs de la classe Island.
Le HMS Tyne est le sixième navire de la Royal Navy à porter le nom. Il a été présenté dans le premier épisode de la série de la BBC Empire of the Seas, intitulé « How the Navy Forged the Modern World, Heart of Oak », présenté par Dan Snow.

## Construction
La première unité de sa classe, le HMS Tyne a été construit par Vosper Thornycroft au chantier naval de Woolston (Southampton) en 2001. Il a été lancé le 1er juillet 2002 et devait être remis à l’Escadron de protection des pêches de la Royal Navy avant novembre. En janvier 2003, il avait terminé la première étape de ses essais en mer dans le Solent.
Les trois premiers navires de classe River, les HMS Tyne, Severn et Mersey, ont été les premiers navires financés par des fonds privés reçus par la Royal Navy en affrètement,. Ils ont été affrétés pendant cinq ans, après quoi le ministère de la Défense a la possibilité soit les acheter purement et simplement, soit les restituer à Vosper Thornycroft.

## Engagements
Le HMS Tyne a effectué sa première patrouille opérationnelle de protection des pêches entre janvier et février 2003. En janvier 2004, après avoir été au service de la protection des pêches, il a aidé à coordonner la recherche et le sauvetage à la suite du chavirage du chalutier de pêche français Bugaled Breizh au large des côtes de Cornouailles.
En septembre 2012, la Royal Navy a acheté le HMS Tyne et ses sister-ships HMS Severn et Mersey, après les avoir précédemment exploités à bail. Ils avaient une durée de vie restante de 11 ans.
En plus de ses tâches quotidiennes de protection des pêches, le HMS Tyne a parfois été appelé à assumer des rôles d’escorte dans la zone d’intérêt du Royaume-Uni. Deux exemples de ce genre de missions se sont produits à l’automne 2016, lorsqu’il a été affecté à deux reprises à escorter des navires de guerre russes à travers la Manche.
En mars 2017, il a été annoncé que le HMS Tyne serait armé par du personnel habituellement affecté à des navires de guerre des mines de classe Hunt, pour permettre à son équipage de passer au HMS Forth, du lot 2 de la classe River, en construction à Glasgow.

### Désarmement et remise en service
En mars 2018, le sous-secrétaire parlementaire à la Défense, Guto Bebb, a révélé que 12,7 millions de livres sterling avaient été alloués par le Fonds de préparation à la sortie de l’UE pour maintenir en service le HMS Tyne et ses deux navires jumeaux du lot 1, qui devaient contrôler et faire respecter les eaux et les pêcheries britanniques après le retrait du Royaume-Uni de l'Union européenne. En mai 2018, le navire est entré à Portsmouth. Son désarmement devait avoir lieu le 24 mai 2018. Cependant, en juillet 2018, le navire arborait toujours le White Ensign et était donc toujours en service actif. La Royal Navy a par la suite précisé que la cérémonie officielle de désarmement n’avait pas eu lieu, confirmant que le navire était toujours en service, en raison de retards dans la livraison du successeur prévu du navire, le HMS Forth,. Le 22 novembre 2018, le Secrétaire d'État à la Défense, Gavin Williamson, a précisé que le HMS Tyne et ses deux navires jumeaux du lot 1 seraient maintenus en service et exploités à partir de leurs rivières homonymes.

### Post remise en service
Malgré les plans de stationner le HMS Tyne sur sa rivière homonyme, le navire a conservé son port-base à Portsmouth en février 2020. Entre le 1er janvier 2014 et le 30 septembre 2019, il avait passé un total de 1081 jours en mer. En décembre, il a été chargé d’observer le navire-école de la marine russe Perekop, de classe Smolnyy, traversant la Manche.
En juin 2021, le HMS Tyne, avec les HMS Northumberland et HMS Tamar, a été déployé au large de la côte des Cornouailles pour assurer la sécurité du sommet du G7 de 2021.